# Brèches
Brèches – miejscowość i gmina we Francji, w Regionie Centralnym, w departamencie Indre i Loara.
Według danych z 1990 r. gminę zamieszkiwało 241 osób, a gęstość zaludnienia wynosiła 21 osób/km² (wśród 1842 gmin Regionu Centralnego Brèches plasuje się na 899. miejscu pod względem liczby ludności, natomiast pod względem powierzchni na miejscu 1067.).